# Kristófer Acox
Kristófer Acox (Reykjavík, 13 ottobre 1993) è un cestista islandese con cittadinanza statunitense.

## Carriera
Con l'Islanda ha disputato i Campionati europei del 2017.

## Palmarès
- Campionato islandese: 4

KR Reykjavík: 2016-17, 2017-18, 2018-19
Valur: 2021-22
- Coppa d'Islanda: 1

Valur: 2022-23
- Supercoppa d'Islanda: 2

Valur: 2022, 2023